# Monopetalotaxis chalciphora
Monopetalotaxis chalciphora is een vlinder uit de familie wespvlinders (Sesiidae), onderfamilie Sesiinae.
Monopetalotaxis chalciphora is voor het eerst wetenschappelijk beschreven door Hampson in 1919. De soort komt voor in het Afrotropisch gebied.